# Ерол Бароу
Ерол Бароу (на английски: Errol Barrow) е първият министър-председател на Барбадос.

## Биография
Роден е на 21 януари 1920 г. Създава Демократичната партия на труда на Барбадос през 1955 г.
От 1961 до 1966 г. е председател на правителството на британската колония Барбадос, а след получаването на независимост от Великобритания е министър-председател от 1966 г. до 1976 г. Отново е избран на този пост през 1986 г. и го изпълнява до смъртта си на 1 юни 1987 г.
Като знак на всенародно уважение парламентът на Барбадос го обявява за национален герой и рожденият му ден се чества официално в държавата.